# La veritat sortint del pou
La veritat sortint del pou armada amb el seu fuet per castigar la humanitat (títol en francès: La Vérité sortant du puits armée de son martinet pour châtier l'humanité) és una pintura de l'artista francès Jean-Léon Gérôme, creada l'any 1896. És també coneguda com La Vérité («veritat»).
El 1895, Gérôme va pintar una obra similar, Mendacibus et histrionibus occisa in puteo jacet alma Veritas (La nodridora Veritat jeu al pou havent sigut morta per mentiders i actors). Alguns veien en ambdues pintures així com una obra similar, més tardana d'Édouard Debat-Ponsan un comentari sobre l'afer Dreyfus. La pintura hauria pogut ser una expressió de l'hostilitat de Gérôme envers el moviment Impressionista, al qual estava fermament oposat.

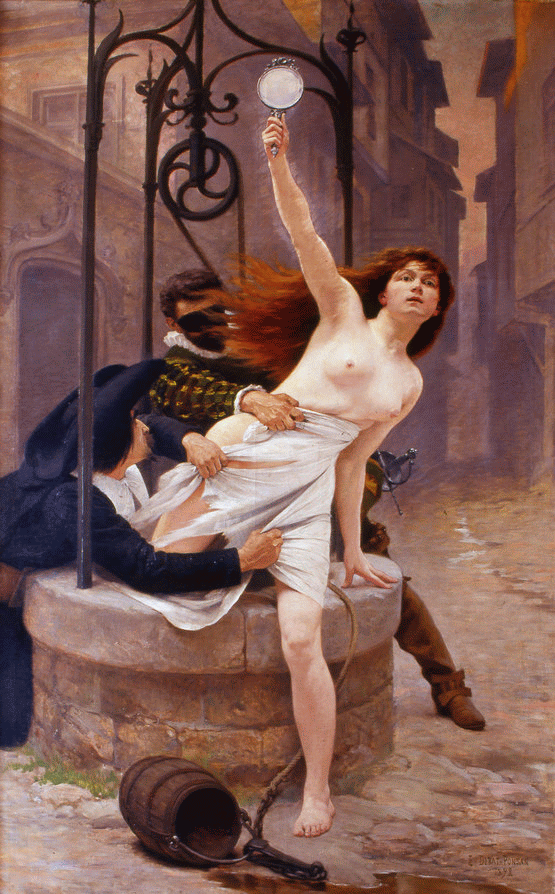
A l'obra Nec Mergitur (llatí: Però no s'enfonsa) o La Vérité sortant du puits (1898) d'Édouard Debat-Ponsan, la reacció clerical intenta tornar la veritat a pou

Tanmateix, en un prefaci que Gérôme va escriure per l'obra Le Nu Esthétique d'Émile Bayard, menciona la influència que la fotografia havia tingut sobre la pintura: «la fotografia és un art. Força als artistes a deixar anar la rutina vella i a oblidar les fórmules antigues. Ha obert els nostres ulls i ens ha forçat a veure allò que anteriorment no veiem; un gran i inexpressable servei a l'Art. És gràcies a fotografia que la veritat finalment ha sortit del seu pou. Mai no hi tornarà pas.»
L'expressió refereix a un aforisme popular del filòsof Demòcrit, «De la veritat en sabem res, perquè la veritat està en un pou [lit. al fons de mar]. La nuesa de la model referix a l'expressió «la veritat despullada».
Segons el seu biògraf Charles Moreau-Vauthier, Gérôme dormia amb la pintura sobre el capçal del seu llit i després de morir, va ser trobat amb el seu braç estès cap a la pintura en un gest d'acomiadament. La pintura va ser exposada al Salon el 1896. Ençà de l'any 1978 ha estat part de l'exposició permanent al Musée Anne de Beaujeu a Moulins a França.